# Kuusiku (Saaremaa)
Kuusiku is een plaats in de Estlandse gemeente Saaremaa, provincie Saaremaa. De plaats heeft de status van dorp (Estisch: küla) en heeft 30 inwoners (2021).
Tot in oktober 2017 lag de plaats in de gemeente Pihtla. In die maand ging Pihtla op in de fusiegemeente Saaremaa. Een gevolg van de fusie was dat een ander dorp Kuusiku in de fusiegemeente moest worden herdoopt in Pidula-Kuusiku.

## Geschiedenis
Kuusiku werd pas voor het eerst genoemd in 1922 als nieuw dorp op het voormalige landgoed van Ilpla. Vermoedelijk lag op de plaats van Kuusiku eerder ook een dorp, dat op oude kaarten voorkomt onder verschillende namen: Klein Ilpel, Ober Ilpel of Nieder Ilpel.